# 克里斯多福·史考提斯
克里斯多福·史考提斯（Christopher R. Scotese，1953年5月4日—）是一位在美國德克薩斯州大學阿靈頓分校任教的地質學家。 

## 經歷
史考提斯於1985年獲得芝加哥大學博士學位。他是Paleomap Project的成立者，該計畫的目標是繪製自數十億年前開始的地球古代地圖，並且預測了未來可能形成的超大陸，終極盤古大陸。
史考提斯將終極盤古大陸的名稱由最初的Pangaea Ultima改成Pangaea Proxima以避免一般人誤以為它將是地球上最後一個超大陸。

## 代表性著作
- Scotese, C.R.  7. Arlington, Texas: Paleomap Project. 1997: 79.

## 外部連結
- Continents in Collision: Pangea Ultima（页面存档备份，存于）
- The Paleomap Project（页面存档备份，存于）
- Profile from UTA